# Siarhiej Piernikau
Siarhiej Wasijewicz Piernikau (biał. Сяргей Васільевіч Пернікаў; ur. 24 listopada 1980) – białoruski zapaśnik walczący w stylu wolnym. Zajął piąte miejsce na mistrzostwach świata w 2005. Piąty na mistrzostwach Europy w 2005. Trzeci na uniwersjadzie w 2005. Siódmy w Pucharze Świata w 2010 roku.